# Stenotarsus sallei
Stenotarsus sallei är en skalbaggsart som beskrevs av Henry Stephen Gorham 1873. Stenotarsus sallei ingår i släktet Stenotarsus och familjen svampbaggar. Inga underarter finns listade i Catalogue of Life.